# Okrzyk hosanna

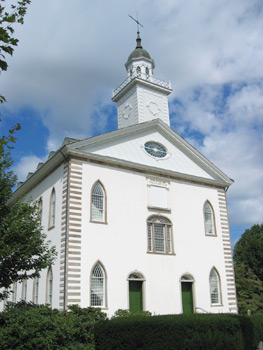
Świątynia w Kirtland. To podczas uroczystości jej poświęcenia wprowadzono, 27 marca 1836, do rytualnej praktyki świętych w dniach ostatnich okrzyk hosanna

Okrzyk hosanna – w Kościele Jezusa Chrystusa Świętych w Dniach Ostatnich ceremonia zarezerwowana zazwyczaj dla uroczystości poświęcenia świątyni.

## Geneza
Korzenie ceremonii są do pewnego stopnia niejasne. Hebrajskie słowo hosanna, zaczerpnięte z dwudziestego piątego wersetu psalmu sto osiemnastego wcześnie znalazło poczesne miejsce pośród wyrażeń używanych przez świętych w dniach ostatnich. Wielokrotnie występuje w pierwszym wydaniu Księgi Mormona (1830), pojawia się też w trzech wczesnych objawieniach otrzymanych przez Smitha między 1830 i 1831. Pierwsze okrzyki wznoszone z radości przez członków młodej wspólnoty były całkowicie spontaniczne, z reguły miały charakter indywidualny, nie posiadały też jednolitej, uprzednio ustalonej formy słownej. Część tekstu kojarzonego współcześnie z tą ceremonią ma swoje źródło już wyłącznie w mormońskiej kulturze, bez jakichkolwiek konotacji z tekstem biblijnym. Wyrażenie Bogowi i Barankowi pochodzi z wersetu piątego szóstego rozdziału stanowiącej część Księgi Mormona Księgi Helamana. Występuje też w tekście obszernego objawienia otrzymanego wspólnie przez Josepha Smitha i Sidneya Rigdona w 1832, pojawiając się w wersecie sto dziewiętnastym siedemdziesiątego szóstego rozdziału Nauk i Przymierzy. Po raz pierwszy w tradycji świętych w dniach ostatnich słowo hosanna jak również wyrażenie Bogowi i Barankowi połączył dopiero W.W. Phelps w hymnie The Spirit of God Like a Fire Is Burning z 1835. Tekst ten wywarł spore wrażenie na Josephie Smicie, został też włączony do pierwszego kościelnego zbioru hymnów, właśnie z 1835. Nie jest natomiast jasne czy Smith zasugerował te właśnie słowa Phelpsowi. Nie wyklucza się też, że to Smith zapożyczył je z hymnu Phelpsa, czyniąc je częścią ceremonialnej formuły wykorzystanej podczas uroczystości poświęcenia świątyni w Kirtland.

## Podstawa doktrynalna
Ceremonia ta wprowadzona została przez Josepha Smitha, pierwszego mormońskiego przywódcę oraz twórcę ruchu świętych w dniach ostatnich, podczas uroczystości poświęcenia świątyni w Kirtland w stanie Ohio, 27 marca 1836. Dodatkowo jest też osadzona w Naukach i Przymierzach, jednej z ksiąg wchodzących w skład kanonu tej wspólnoty religijnej. Wypełnia zawarte w niej zalecenia, by chwalić imię Pańskie wręcz donośnym głosem oraz by czynić to w duchu ofiary i podziękowania.

## Ewolucja
Współczesna jej forma wykształciła się stopniowo, wraz z postępującą standaryzacją mormońskich praktyk religijnych. W samych początkach tej ceremonii, po wprowadzeniu obrzędu obmywania stóp, zgromadzeni w Kirtland święci w dniach ostatnich postrzegali okrzyki hosanna jako swoiste pieczętujące błogosławieństwo modlitwy prywatnej, grupowej oraz wreszcie samej modlitwy poświęcającej świątynię. Podczas spotkań modlitewnych w tej najwcześniejszej mormońskiej świątyni członkowie Kościoła czasem używali pokrewnych fraz takich jak Błogosławione niech będzie imię Najwyższego Boga czy Chwała Bogu na wysokościach.

## Wydźwięk teologiczny
Na gruncie teologii świętych w dniach ostatnich okrzyk upamiętnia odbytą w preegzystencji naradę w niebie. Na niej to okrzyk wydali wszyscy synowie Boży, zgodnie z mormońską interpretacją siódmego wersetu trzydziestego ósmego rozdziału Księgi Hioba. Przywołuje także powitanie Jezusa przy triumfalnym wjeździe do Jerozolimy oraz przyjęcie, jakie zgotowali Chrystusowi Nefici podczas jego wizyty na starożytnym kontynencie amerykańskim.

## Opis
Zgodnie z przyjętą tradycją okrzyk powinien wypływać z głębi duszy i być wydawany z możliwie największą siłą. Ceremonii przewodniczy mężczyzna posiadający odpowiednie upoważnienie kapłańskie. Zgromadzeni powstają i jednym głosem wypowiadają:
Hosanna, Hosanna, Hosanna,

Bogowi i Barankowi;

Hosanna, Hosanna, Hosanna,

Bogowi i Barankowi;

Hosanna, Hosanna, Hosanna,

Bogowi i Barankowi;

Amen, Amen, Amen!
Słowom tym zazwyczaj towarzyszy rytmiczne poruszanie podniesioną dłonią. Gestom towarzyszy najczęściej trzymana w dłoni biała chusteczka. W samej formule baranek nawiązuje do Jezusa Chrystusa i jego zadośćczyniącej ofiary.

## Wykorzystanie
Okrzyk hosanna zarezerwowany jest zazwyczaj dla uroczystości poświęcenia świątyni.

## Okrzyk w pozostałych kontekstach
Niekiedy okrzyk hosanna używany jest poza kontekstem świątynnym, przy okazji innych podniosłych zgromadzeń. Stanowi przy tym tak integralną część mormońskiej historii, jak i podzielanych przez świętych w dniach ostatnich wyobrażeń eschatologicznych. Lorenzo Snow, piąty prezydent Kościoła Jezusa Chrystusa Świętych w Dniach Ostatnich, nauczał, że okrzyk ten obwieści powtórne przyjście znajdującego się w chwale Ojca Jezusa. Wznoszono go świętując rozmaite istotne wydarzenia w dziejach świętych w dniach ostatnich, od zakończenia budowy pierwszej świątyni w Nauvoo w maju 1845, poprzez dotarcie pierwszej grupy mormońskich migrantów do doliny Jeziora Słonego. Nie pomijano go w kontekstach bardziej lokalnych. Wybrzmiał chociażby podczas obchodów Dnia Pioniera w Brigham City w 1875.
Czwarty prezydent Kościoła Jezusa Chrystusa Świętych w Dniach Ostatnich Wilford Woodruff położył uroczyście zwieńczenie na gmachu ukończonej świątyni Salt Lake podczas konferencji generalnej z kwietnia 1892. Następnie, wraz z tłumem około 50 tysięcy wiernych wzniósł okrzyk hosanna. Uczczono tą ceremonią również stulecie Kościoła, podczas konferencji generalnej w 1930. Przy okazji poświęcenia nowego centrum konferencyjnego w Salt Lake City piętnasty prezydent wspólnoty Gordon B. Hinckley wzniósł ten okrzyk, przewodnicząc zwołanemu wówczas podniosłemu zgromadzeniu. W identyczny sposób postanowiono uczcić dwustulecie tak zwanej pierwszej wizji, założycielskiego wydarzenia całego ruchu świętych w dniach ostatnich, w kwietniu 2020.